# 薩波吉夫 (博爾曉夫區)
48°43′48″N 26°5′9″E / 48.73000°N 26.08583°E
薩波吉夫（烏克蘭語：Сапогів）是位於烏克蘭西部特諾皮爾州裏喬爾特基夫區的村莊，面積3.49平方公里，海拔高度234米，2001年人口876，人口密度每平方公里250.8人。